# Réservoir de Kaniv
Le réservoir de Kaniv (en ukrainien : Канівське водосховище, Kanivs'ke  Vodoskhovychtche) est un lac artificiel sur le cours du Dniepr, en Ukraine.
Le réservoir  couvre une superficie totale de 675 km2 dans les oblasts de Tcherkassy et de Kiev. Le réservoir a été créé en 1972 par la construction du barrage et de la centrale hydroélectrique de Kaniv (en ukrainien : Канівська ГЕС). Le réservoir de Kaniv est long de 162 km et il a jusqu'à 5 km de largeur. Sa profondeur moyenne est de 5,5 m. Il contient 2,6 km3 d'eau.